# Рене Клеман
Рене Клеман (на италиански: René Clément) е френски филмов режисьор, чиито филми са определящи за лицето на следвоенното френско кино преди появата на Новата вълна.

## Биография
Клеман следва архитектура в Националното висше училище за изящни изкуства в Париж, но се интересува от анимационни филми и през 1936 г. снима кратък филм с Жак Тати в главната роля. В предвоенните години заснема реклами, участва в Съпротивата.
Темата на войната заема важно място в работата му на режисьор, като се започне с първите му игрални филми, белязани от влиянието на италианския неореализъм.
През 1956 г. под заглавието „Жервес“ снима филм по романа на Емил Зола „Вертеп“. филмът е награден със Златен лъв на фестивала във Венеция. Не по-малко благоприятна оценка получава трилърът му „Под яркото слънце“ (1960), от който започва звездната кариера на Ален Делон.
Но най-амбициозният проект на Клеман е от 60-те години, епосът за освобождението на френската столица „Гори ли Париж?“ (1966), оставя безразлични както публиката, така и критиците, въпреки участието на суперзвезди и сценария, над който работят Гор Видал и Франсис Форд Копола.
През 1973 г. е член на журито на VІІI Московски международен филмов фестивал.
Умира през 1996 г. и е погребан в местното гробище в Мантон на Френската Ривиера, където е прекарал годините си след пенсионирането си.

## Избрана филмография
| Година | Филм                    | Оригинално заглавие                       |
| ------ | ----------------------- | ----------------------------------------- |
| 1951   | Под стените на Малапага | Au-delà des grilles / Le mura di Malapaga |
| 1953   | Забранени игри          | Jeux interdits                            |
| 1954   | Господин Рипоа          | Monsieur Ripois                           |
| 1960   | Под яркото слънце       | Plein Soleil                              |
| 1961   | Радостта да живея       | Che gioia vivere                          |
| 1963   | Ден и час               | Le jour et l'heure                        |
| 1964   | И котката е хищник      | Les Félins                                |
| 1966   | Гори ли Париж?          | Paris brûle-t-il?                         |
| 1969   | Пътникът на дъжда       | Le Passager de la pluie                   |